# گردشگری در دبی
| زندگی در امارات متحده عربی                                                                                |
| --- |
| غذا فرهنگ ارتباطات سینما جمعیت تحصیل جغرافیا حقوق بشر ارتش رسانه سیاست موسیقی حمل و نقل مذهب ورزش گردشگری |
| ویرایش جعبه                                                                                               |

گردشگری در دبی یک بخش مهم در سیاست‌های حکومت دبی برای دریافت ارز و پول نقد از طرف گردشگران خارجی به این شیخ‌نشین است. دبی محبوب‌ترین شیخ‌نشین در بین ۷ شیخ‌نشین کشور امارات متحده عربی است و برعکس دیگر شیخ‌نشین‌های این کشور، نفت و گاز دبی تنها ۶ درصد از سود ناخالص آن را تشکیل می‌دهد و بیشتر درآمد این شیخ‌نشین از گردشگری و منطقه آزاد جبل علی است.

## نگارخانه

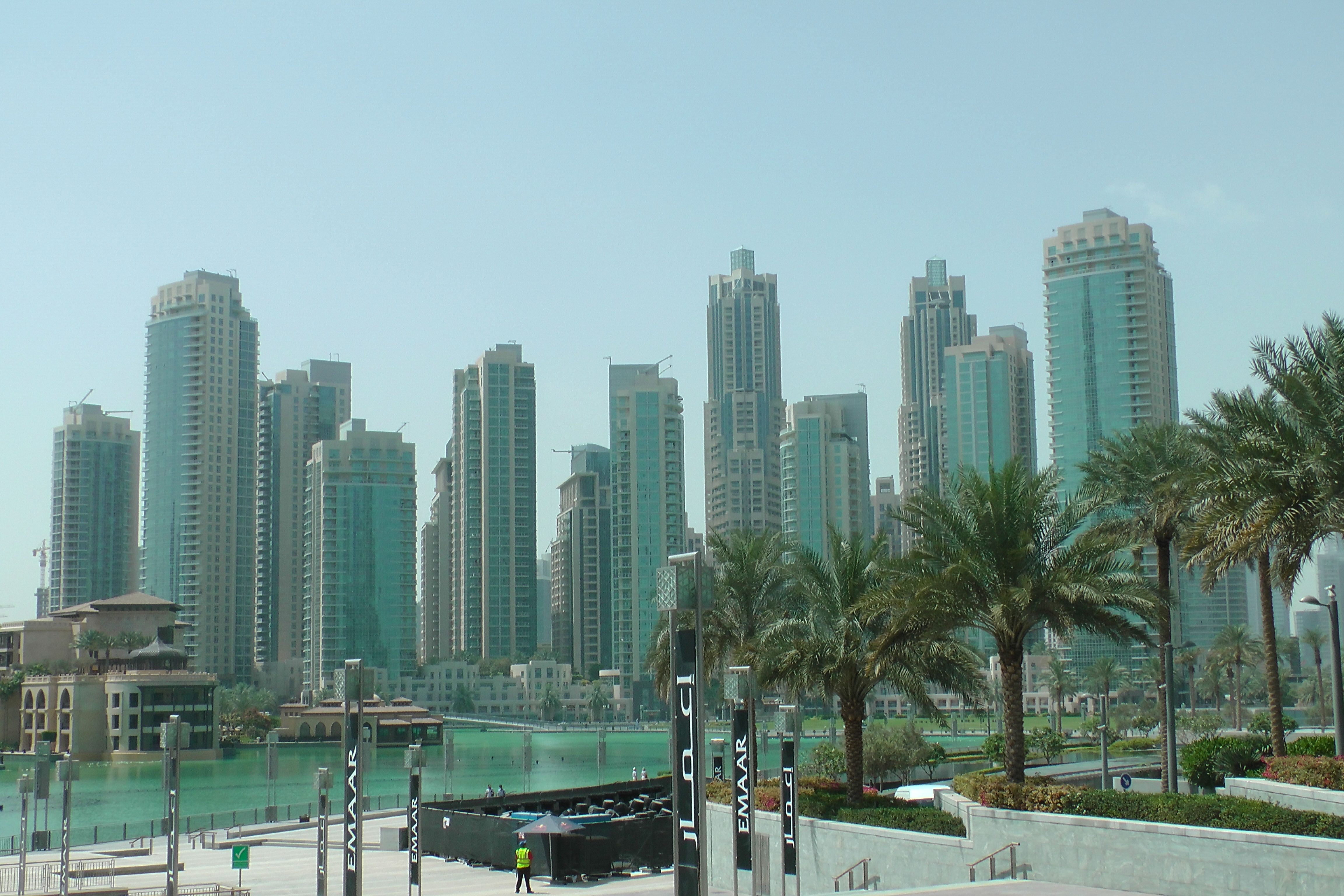
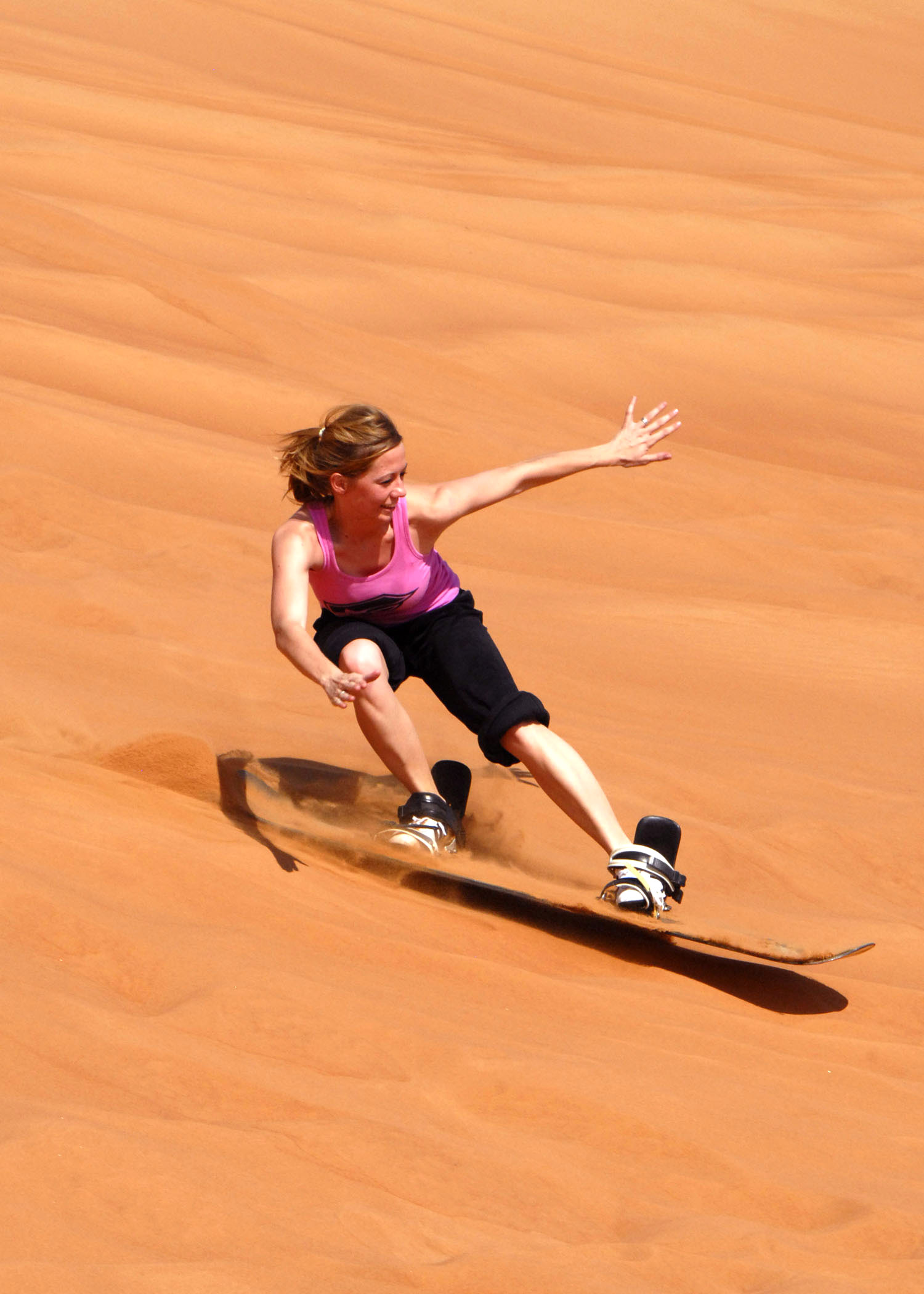
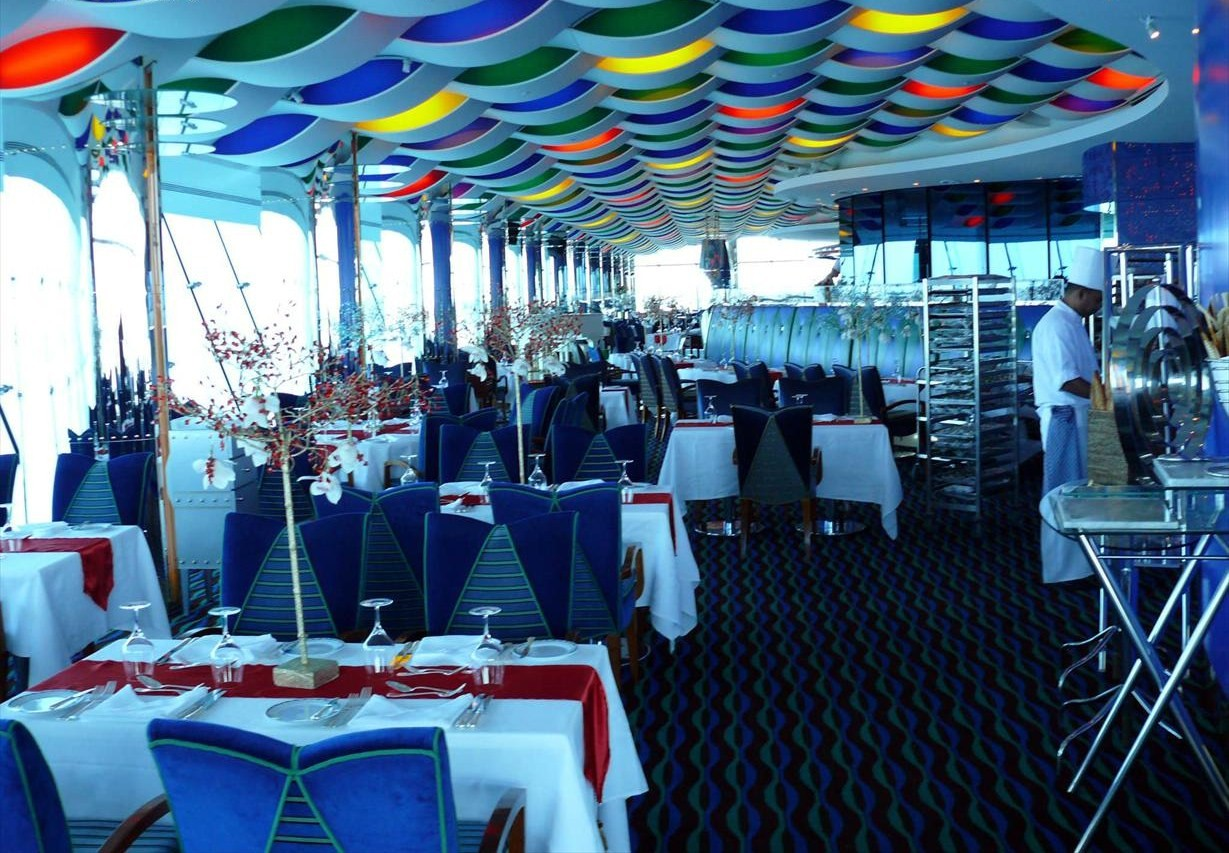
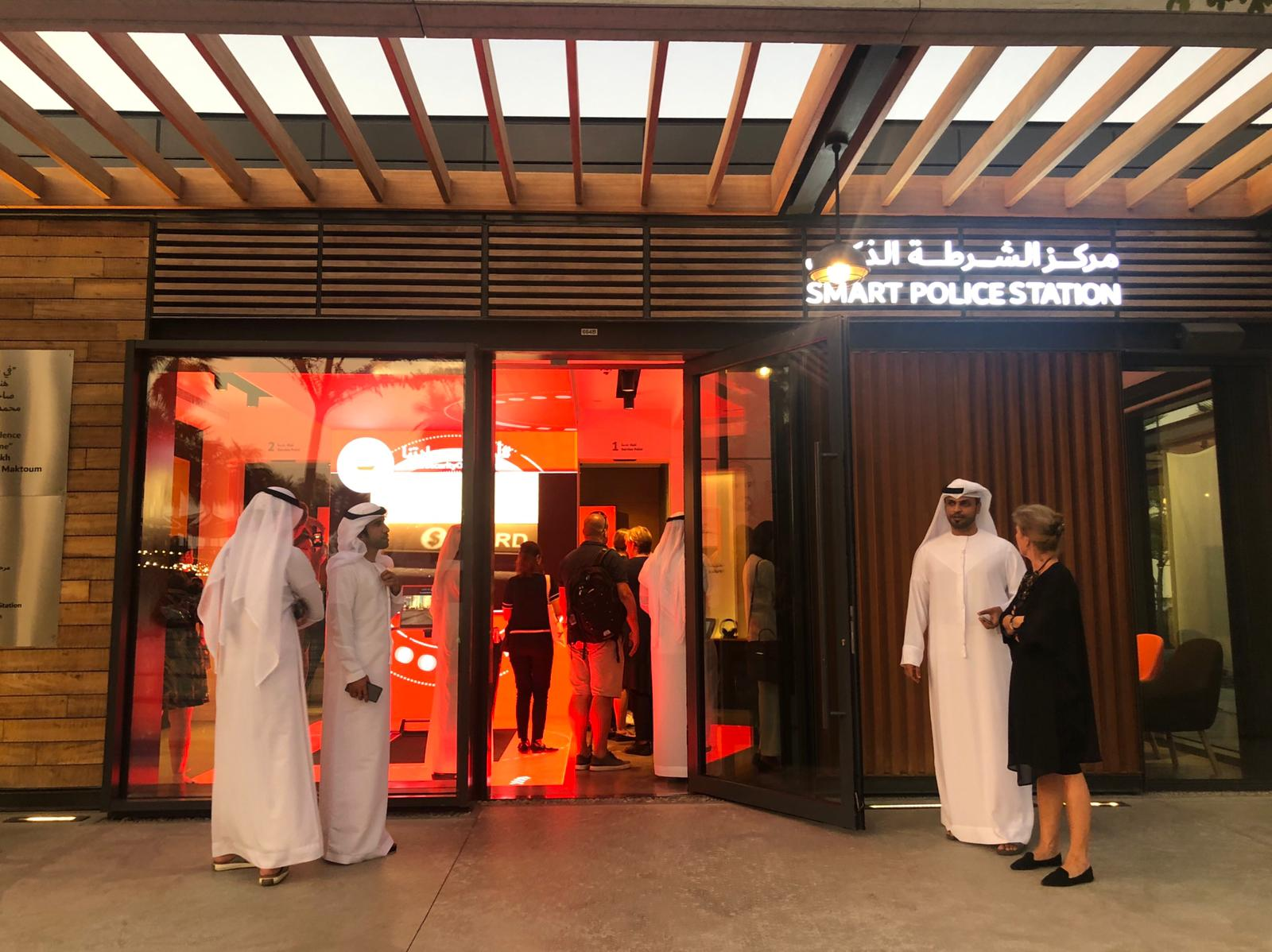